# Fernando Remírez de Estenoz Barciela
Fernando Remírez de Estenoz Barciela (* Oktober 1951 in Guanabacoa) ist kubanischer Politiker und Diplomat.

## Leben
Er ist ein Arzt, der sein Studium an der Universität Havanna abgeschlossen hat. Er ist verheiratet und hat zwei Kinder.
Remírez de Estenoz war von 2004 bis März 2009 Leiter der Abteilung für Außenbeziehungen der Kommunistischen Partei Kubas. Er war ab 1992 Erster stellvertretender Außenminister. Von 1995-2001 Leiter der Abteilung für kubanische Interessen in Washington, DC. Kubanischer UN-Botschafter 1993–1994.

## Schriften (Auswahl)
- mit Piero Gleijeses und Jorge Risquet: Cuba y África. Historia común de lucha y sangre. Havanna 2007, ISBN 978-959-06-0993-0.
- Zuflucht Havanna. Ein auf Tatsachen beruhender Roman über die Irrfahrt der St. Louis. Berlin 2019, ISBN 3-86557-445-9.